# Referendum w Islandii w 2011 roku
Referendum w Islandii w sprawie warunków rządowej gwarancji dla długu wobec Wielkiej Brytanii i Holandii odbyło się 9 kwietnia 2011. Było to drugie referendum w tej sprawie.
W referendum przeprowadzonym 6 marca 2010 Islandczycy odrzucili ustawę o spłacie długu banku Icesave. W 2011, po dalszych negocjacjach z rządami Wielkiej Brytanii i Holandii, Althing przyjął kolejną ustawę dotyczącą spłaty długu. Ustawa została zawetowana przez prezydenta, co pociągało za sobą konieczność przeprowadzenia referendum. Prezydent oświadczył, że nowe porozumienie jest „pod wieloma względami znacznie korzystniejsze” od poprzedniego, gdyż suma zobowiązań jest wyraźnie niższa, a ponadto partnerzy negocjacji również biorą na siebie część odpowiedzialności. Uznał jednak, że ostateczna decyzja powinna należeć do całego narodu.
W głosowaniu większość Islandczyków odrzuciła porozumienie. Przeciw jego przyjęciu opowiedziało się prawie 60% głosujących.